# Arthur Edgehill
Arthur Edgehill (eigentlich Clifford Arthur Edghill, * 21. Juli 1926 in New York City; † 10. September 2024) war ein US-amerikanischer Jazzmusiker (Schlagzeug).

## Leben und Wirken
Edgehill begann seine Karriere als professioneller Musiker 1948, als er sein Studium am New Yorker Parkway Music Institute vorübergehend abbrach und mit dem Bandleader Mercer Ellington auf Tournee ging. Danach kehrte er zur Schule zurück, wo er bis 1952 seine Ausbildung fortsetzte. Er arbeitete 1953 in einer Tournee-Combo mit Musikern mit aus dem Ellington-Umfeld, darunter Ben Webster. In den folgenden Jahren spielte er vermehrt mit Hard-Bop-Musikern wie Horace Silver, Gigi Gryce, Kenny Dorham und Eddie „Lockjaw“ Davis. Der Schlagzeuger war in dieser Zeit häufig in einer Rhythmusgruppe mit den Bassisten Sam Jones bzw. George Duvivier aktiv. Mit Dinah Washington ging er 1957/58 auf Tournee; bis 1960 gehörte er dann zu den Bands von Eddie „Lockjaw“ Davis und Shirley Scott.
Im Bereich des Jazz war Edgehill laut Tom Lord zwischen 1956 und 1976 an 34 Aufnahmesessions beteiligt, außerd den Genannten auch mit Jimmy Scott, Mal Waldron, Arnett Cobb, Mildred Anderson und David Amram. Bei seiner letzten Aufnahmesession mit dem Swing to Bop Quintet spielte er mit Ed Lewis, Harold Cumberbatch, Sonny Donaldson und John Ore. Er war einer der Gründer von Jarvard Publications, die bis 1984 Jazzkonzerte in Brooklyn veranstalteten. Um 1990 zog er nach Deltona in Florida.